# ゴールデンバレー郡 (ノースダコタ州)
ゴールデンバレー郡（英: Golden Valley County）は、アメリカ合衆国ノースダコタ州の南西部に位置する郡である。2010年国勢調査での人口は1,680人であり、2000年の1,924人から12.7％減少した。郡庁所在地はビーチ市（人口1,019人）であり、同郡で人口最大の自治体でもある。

## 歴史
ゴールデンバレー郡は当初ビリングス郡の一部だった。有権者が1910年にビリングス郡からの分離を選んだが、訴訟のために1912年まで郡の組織化ができなかった。周辺の地域はかなりの数の蛇が見つけられたので、地元ではラトルスネイクフラットと呼ばれていた。日光で周辺の草地を金色に染めていたので、土地測量士の集団が1902年にゴールデンバレーと名付けた。

### 住民投票論争
1910年のゴールデンバレー郡創設のための住民投票では、賛成837票、反対756票だった。投票が確定した直ぐ後で、ビリングス郡委員会に結果を覆すための訴訟が挙げられた。原告は、投票の認証が不適切であり、新しい郡の支持者によって印刷された印付きの「非公式」投票用紙が公式の投票用紙とともに投票されたので無効とすべきと主張した。第一審では原告有利の裁定を下した。郡がノースダコタ州最高裁判所に控訴し、今度は郡の認証を支持した。最高裁判所は印付きの投票用紙は無効としたが、無効票の数は投票結果を覆すほどの数ではなかった。

## 地理
アメリカ合衆国国勢調査局に拠れば、郡域全面積は1,002平方マイル (2,595.2 km2)であり、このうち陸地は1,002平方マイル (2,594 km2)、水域は0.3平方マイル (0.97 km2)で水域率は0.04％である。

### 主要高規格道路
- 州間高速道路94号線
- ノースダコタ州道16号線

### 隣接する郡
- マッケンジー郡 - 北
- ビリングス郡 - 東
- スロープ郡 - 南
- ファロン郡 (モンタナ州) - 南西
- ウィボー郡 (モンタナ州) - 西

### 国立保護地域
- リトルミズーリ国立草原（部分）

## 人口動態
以下は2000年の国勢調査による人口統計データである。
| 基礎データ - 人口: 1,924人 - 世帯数: 761 世帯 - 家族数: 506 家族 - 人口密度: 0.72人/km2（1.92人/mi2） - 住居数: 973軒 - 住居密度: 0.37軒/km2（0.97軒/mi2） 人種別人口構成 - 白人: 97.77% - ネイティブ・アメリカン: 0.73% - アジア人: 0.10% - その他の人種: 0.31% - 混血: 1.09% - ヒスパニック・ラテン系: 1.04% 先祖による構成 - ドイツ系：49.4％ - ノルウェー系：13.7％ - ポーランド系：5.6％ 年齢別人口構成 - 18歳未満: 28.3% - 18-24歳: 5.1% - 25-44歳: 22.2% - 45-64歳: 23.0% - 65歳以上: 21.3% - 年齢の中央値: 41歳 - 性比（女性100人あたり男性の人口） - 総人口: 92.6 - 18歳以上: 88.1 | 世帯と家族（対世帯数） - 18歳未満の子供がいる: 29.2% - 結婚・同居している夫婦: 58.3% - 未婚・離婚・死別女性が世帯主: 4.9% - 非家族世帯: 33.4% - 単身世帯: 31.5% - 65歳以上の老人1人暮らし: 15.8% - 平均構成人数 - 世帯: 2.38人 - 家族: 3.01人 収入と家計 - 収入の中央値 - 世帯: 29,967米ドル - 家族: 37,105米ドル - 性別 - 男性: 25,478米ドル - 女性: 18,000米ドル - 人口1人あたり収入: 14,173米ドル - 貧困線以下 - 対人口: 15.3% - 対家族数: 10.8% - 18歳未満: 21.4% - 65歳以上: 7.7% |

## 都市と町

### 都市
- ビーチ - 郡庁所在地
- ゴルバ
- センティネルビュート

注: ノースダコタ州の法人化された自治体は、その大きさに拠らず全て「市」になる

### 郡区
| - ビーチ - ブリオン - デリー - エルククリーク | - エルムウッド - ゴルバ - ヘンリー - ローンツリー | - パール - サドルビュート - センティネル - トロッターズ |

## 著名な住人
- A・C・タウンリー、農民組織のノースダコタ無党派同盟の創設者[5]
- アーネスト・ビゴー・アルムクイスト、商業画家[8]